# 在日エチオピア人
在日エチオピア人（ざいにちエチオピアじん）は、日本に一定期間在住するエチオピア国籍の人々である。

## 統計
日本の法務省の在留外国人統計によると、2023年12月末時点で在日エチオピア人は613人である。
在留資格別（5位まで）
| 順位 | 在留資格 | 人数 |
| ---- | -------- | ---- |
| 1    | 留学     | 126  |
| 2    | 永住者   | 117  |
| 3    | 特定活動 | 106  |
| 4    | 家族滞在 | 86   |
| 5    | 定住者   | 77   |

都道府県別（5位まで）
| 順位 | 都道府県 | 人数 |
| ---- | -------- | ---- |
| 1    | 東京     | 246  |
| 2    | 埼玉     | 45   |
| 3    | 神奈川   | 41   |
| 4    | 鳥取     | 37   |
| 5    | 千葉     | 33   |